# Дядина
Дя́дина — нерідна тітка — дружина рідного дядька (батькового або материного брата), тобто вуйка або стрийка.
|                               | Пішла Катря в село до дядька та дядини, та недовго була в родичів |
| — Панас Мирний, IV, 1955, 295 |                                                                   |

|                               | Ми підемо до дядини Килини на ялинку |
| — Іван Багмут, Опов., 1959, 4 |                                      |